# Hedysarum kudrjaschevii
Hedysarum kudrjaschevii är en ärtväxtart som beskrevs av Korotkova. Hedysarum kudrjaschevii ingår i släktet buskväpplingar, och familjen ärtväxter. Inga underarter finns listade i Catalogue of Life.